# Grand Prix Formule 1 van Groot-Brittannië 1996
De Grand Prix Formule 1 van Groot-Brittannië 1996 werd gehouden op 14 juli 1996 op Silverstone.

## Uitslag
| Positie | Nummer | Rijder                | Team               | Ronden | Tijd/Opgave         | Startplaats | Punten |
| ------- | ------ | --------------------- | ------------------ | ------ | ------------------- | ----------- | ------ |
| 1       | 6      | Jacques Villeneuve    | Williams-Renault   | 61     | 1:33:00.874         | 2           | 10     |
| 2       | 4      | Gerhard Berger        | Benetton-Renault   | 61     | + 19.026            | 7           | 6      |
| 3       | 7      | Mika Häkkinen         | McLaren-Mercedes   | 61     | + 50.830            | 4           | 4      |
| 4       | 11     | Rubens Barrichello    | Jordan-Peugeot     | 61     | + 66.716            | 6           | 3      |
| 5       | 8      | David Coulthard       | McLaren-Mercedes   | 61     | + 82.507            | 9           | 2      |
| 6       | 12     | Martin Brundle        | Jordan-Peugeot     | 60     | + 1 Ronde           | 8           | 1      |
| 7       | 19     | Mika Salo             | Tyrrell-Yamaha     | 60     | + 1 Ronde           | 14          |        |
| 8       | 15     | Heinz-Harald Frentzen | Sauber-Ford        | 60     | + 1 Ronde           | 11          |        |
| 9       | 14     | Johnny Herbert        | Sauber-Ford        | 60     | + 1 Ronde           | 13          |        |
| 10      | 17     | Jos Verstappen        | Arrows-Hart        | 60     | + 1 Ronde           | 15          |        |
| 11      | 21     | Giancarlo Fisichella  | Minardi-Ford       | 59     | + 2 Rondes          | 18          |        |
| NF      | 3      | Jean Alesi            | Benetton-Renault   | 44     | Remmen              | 5           |        |
| NF      | 9      | Olivier Panis         | Ligier-Mugen-Honda | 40     | Handling            | 16          |        |
| NF      | 10     | Pedro Diniz           | Ligier-Mugen-Honda | 38     | Motor               | 17          |        |
| NF      | 5      | Damon Hill            | Williams-Renault   | 26     | Wiel                | 1           |        |
| NF      | 20     | Pedro Lamy            | Minardi-Ford       | 21     | Versnellingsbak     | 19          |        |
| NF      | 16     | Ricardo Rosset        | Arrows-Hart        | 13     | Elektrisch probleem | 20          |        |
| NF      | 18     | Ukyo Katayama         | Tyrrell-Yamaha     | 12     | Motor               | 12          |        |
| NF      | 2      | Eddie Irvine          | Ferrari            | 5      | Differentieel       | 10          |        |
| NF      | 1      | Michael Schumacher    | Ferrari            | 3      | Hydraulica          | 3           |        |
| NQ      | 23     | Andrea Montermini     | Forti-Ford         |        | NQ                  | 21          |        |
| NQ      | 22     | Luca Badoer           | Forti-Ford         |        | NQ                  | 22          |        |

## Wetenswaardigheden
- Mika Häkkinen stond voor het eerst sinds de Grand Prix van Japan 1995 op het podium.

## Statistieken
| Pole-position | Damon Hill         | Williams-Renault | 1:26.875 |
| Snelste ronde | Jacques Villeneuve | Williams-Renault | 1:29.288 |

## Noot
- Dit was de tiende podiumplaats voor Mika Häkkinen.

1926 · 1927 · 1948 · 1949 · 1950 · 1951 · 1952 · 1953 · 1954 · 1955 · 1956 · 1957 · 1958 · 1959 · 1960 · 1961 · 1962 · 1963 · 1964 · 1965 · 1966 · 1967 · 1968 · 1969 · 1970 · 1971 · 1972 · 1973 · 1974 · 1975 · 1976 · 1977 · 1978 · 1979 · 1980 · 1981 · 1982 · 1983 · 1984 · 1985 · 1986 · 1987 · 1988 · 1989 · 1990 · 1991 · 1992 · 1993 · 1994 · 1995 · 1996 · 1997 · 1998 · 1999 · 2000 · 2001 · 2002 · 2003 · 2004 · 2005 · 2006 · 2007 · 2008 · 2009 · 2010 · 2011 · 2012 · 2013 · 2014 · 2015 · 2016 · 2017 · 2018 · 2019 · 2020 · 2021 · 2022 · 2023 · 2024 · 2025 · 2026 · 2027 · 2028 · 2029 · 2030 · 2031 · 2032 · 2033 · 2034